# António Juliasse Ferreira Sandramo
António Juliasse Ferreira Sandramo (* 20. März 1968 in Soalpo, Manica) ist ein mosambikanischer Geistlicher und römisch-katholischer Bischof von Pemba.

## Leben
António Juliasse Ferreira Sandramo besuchte das Propädeutikum in Beira und studierte anschließend an den interdiözesanen Priesterseminaren in Matola und Maputo. Am 28. Juni 1998 empfing er das Sakrament der Priesterweihe für das Bistum Chimoio.
Neben Aufgaben in der Pfarrseelsorge war er von 1998 Koordinator der diözesanen Liturgiekommission und anschließend bis 2003 Koordinator der Jugendseelsorgekommission. Er war Mitgründer zweier gemeinnütziger Organisationen für die HIV-Prävention bei Jugendlichen und die Unterstützung Jugendlicher, die von Armut und Vernachlässigung betroffen sind. Von 2005 bis 2009 hielt er sich zu weiterführenden Studien auf. An der Katholischen Universität Portugal erwarb er das Lizenziat in Dogmatik und an der Neuen Universität Lissabon das Lizenziat in Anthropologie. Außerdem erwarb er am Instituto Universitário de Lisboa (ISCTE) einen Mastergrad in Afrikanistik. Ab 2010 war er Pfarrer in Soalpo und Diözesankoordinator für die Seelsorge. Seit 2014 war er Dompfarrer an der Kathedrale von Chimoio und Bischofsvikar für die Zentralregion des Bistums. Er gehörte dem Priesterrat an und war für die Bischofskonferenz Sekretär der Kulturkommission. An der Katholischen Universität von Mosambik war er Dozent für Anthropologie.
Papst Franziskus ernannte ihn am 7. Dezember 2018 zum Titularbischof von Arsennaria und zum Weihbischof in Maputo. Die Bischofsweihe spendete ihm der Erzbischof von Maputo, Francisco Chimoio OFMCap, am 17. Februar des folgenden Jahres. Mitkonsekratoren waren der emeritierte Bischof von Chimoio, Francisco João Silota MAfr, und der Bischof von Xai-Xai, Lucio Andrice Muandula.
Am 8. März 2022 ernannte ihn Papst Franziskus zum Bischof von Pemba. Die Amtseinführung fand am 21. Mai desselben Jahres statt.